# 普羅伊日傑
49°23′26″N 38°58′29″E / 49.39056°N 38.97472°E
普羅伊日傑（烏克蘭語：Проїждже）是位於烏克蘭東部的村莊，由盧甘斯克州舊比利斯克區的舊比利斯克市鎮負責管轄。該村始建於1755年，面積3.38平方公里，海拔高度60米，2001年人口1,046，人口密度每平方公里309.5人。